# Брэтулень
Брэтулень (рум. Brătuleni, Братулены) — село в Ниспоренском районе Молдавии. Является административным центром коммуны Брэтулень, включающей также село Кырнешть.

## География
Село расположено на высоте 73 метров над уровнем моря.

## Население
По данным переписи населения 2004 года, в селе Брэтулень проживает 1512 человека (764 мужчины, 748 женщин).
Этнический состав села:
| Национальность | Число жителей | Процентный состав |
| -------------- | ------------- | ----------------- |
| молдаване      | 1480          | 97.88             |
| румыны         | 17            | 1.12              |
| русские        | 7             | 0.46              |
| украинцы       | 5             | 0.33              |
| гагаузы        | 2             | 0.13              |
| прочие         | 1             | 0.07              |
| Всего          | 1512          | 100%              |